# Wordsworth Donisthorpe
Wordsworth Donisthorpe (Leeds, 24 de marzo de 1847 - Shottermill, 30 de enero de 1914), fue un anarquista individualista e inventor inglés, pionero de la cinematografía y promotor del ajedrez. Su padre fue el inventor George E. Donisthorpe; y su hermano, el mirmecólogo Horacio Donisthorpe.

## Contribuciones
Donisthorpe presentó una patente en 1876, para una cámara de cine, que denominó "quinesígrafo". Aunque sin éxito al principio, en 1890, produce, junto con su primo WC Crofts, un film del Trafalgar Square de Londres. En 1889 patenta esta cámara y es necesario un proyector para mostrar su movimiento de cuadros.
En 1885 fue cofundador de la Asociación Británica de Ajedrez y el Club de Ajedrez Británico. 
Colaboró con artículos para la revista anarcoindividualista Liberty de Boston, y fue un importante activista antisocialista de la Liberty and Property Defence League de Londres. Al igual que el voluntarista inglés Auberon Herbert, el anarquismo de Donisthorpe se fundamentaba en el liberalismo de la tradición de Herbert Spencer.

## Obras
- Principles of Plutology (1876).
- The claims of labour, or, Serfdom, wagedom, and freedom (1880).
- Empire and Liberty, a Lecture on the Principles of Local Government (1886).
- Labour capitalization (1887).
- Individualism, a System of Politics (1889).
- Love and Law: An Essay on Marriage (1893).
- Law in a Free State (1895).
- Down the stream of civilization (1898).